# Ixias malumsinicum
Ixias malumsinicum es una especie de mariposas, de la familia de las piérides, que fue descrita por Thieme, en 1897, a partir de ejemplares procedentes de Sumatra.

## Distribución
Ixias malumsinicum está distribuida entre las regiones Indo-Malay, Paleártica, Australasia y ha sido reportada en China, India, Indonesia.